# Warlus (Somme)
Pour les articles homonymes, voir Warlus.
Warlus est une commune française située dans le département de la Somme, en région Hauts-de-France.

## Géographie

### Localisation
Warlus est un village picard entre Vimeu et Amiénois.
À vol d'oiseau, la localité est située à 5 km au sud d'Airaines, 22 km au sud d'Abbeville et à 25 km à l'ouest d'Amiens.
Le territoire de la commune est limitrophe de ceux de sept communes.  
Les communes limitrophes sont Avelesges, Belloy-Saint-Léonard, Camps-en-Amiénois, Méricourt-en-Vimeu, Montagne-Fayel, Quesnoy-sur-Airaines et Tailly.

### Hydrographie

#### Réseau hydrographique
La commune est située dans le bassin Artois-Picardie. Elle est drainée par la rivière de Tailly.

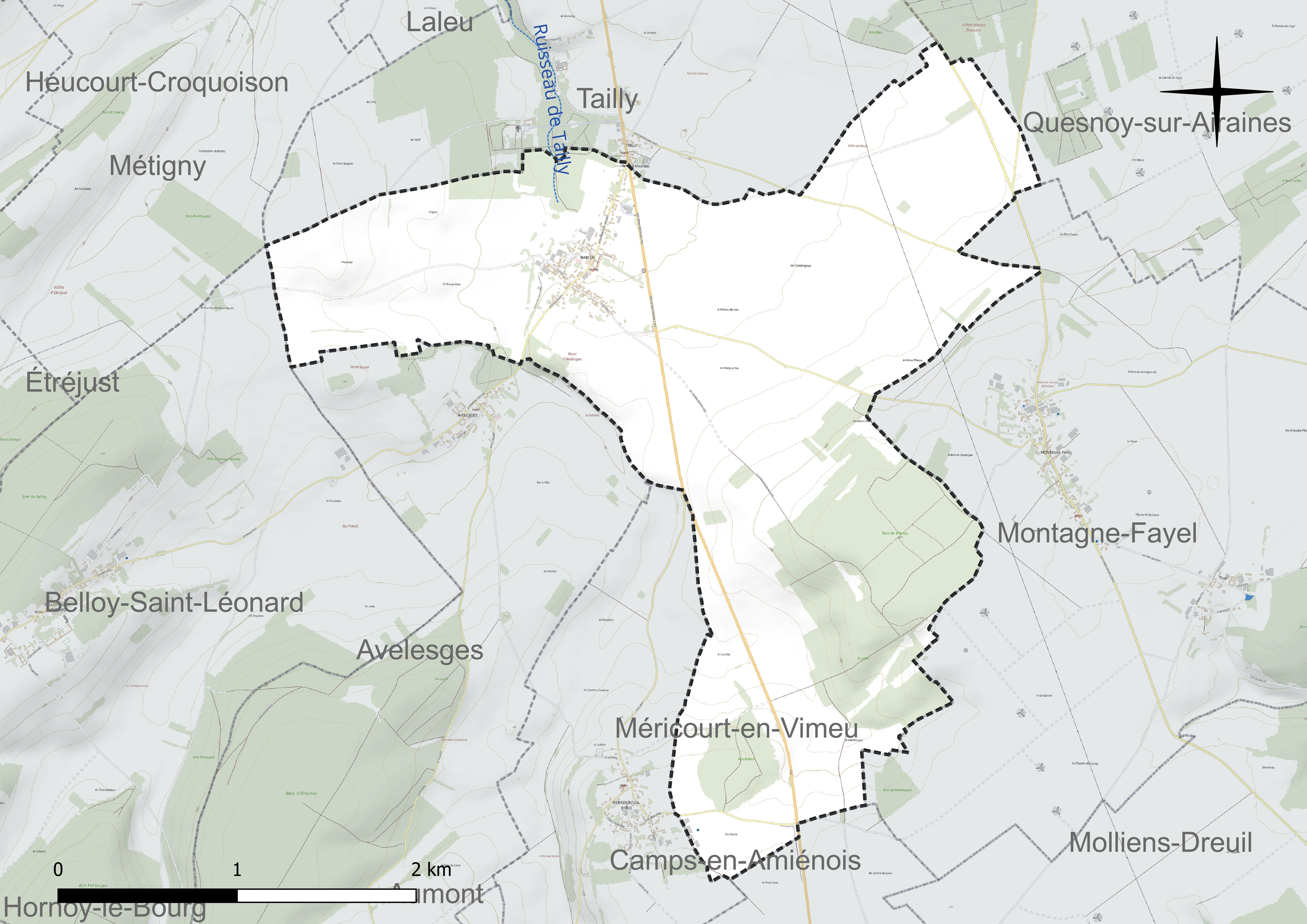
Réseau hydrographique de Warlus.

#### Gestion et qualité des eaux
Le territoire communal est couvert par le schéma d'aménagement et de gestion des eaux (SAGE) « Somme aval et Cours d'eau côtiers ». Ce document de planification concerne un territoire de 1 835 km2 de superficie, délimité par le bassin versant de la Somme canalisée. Le périmètre a été arrêté le 29 avril 2010 et le SAGE proprement dit a été approuvé le 6 août 2019. La structure porteuse de l'élaboration et de la mise en œuvre est le syndicat mixte d'aménagement hydraulique du bassin versant de la Somme (AMEVA).
La qualité des cours d'eau peut être consultée sur un site dédié géré par les agences de l'eau et l'Agence française pour la biodiversité.

### Climat
Pour des articles plus généraux, voir Climat des Hauts-de-France et Climat de la Somme.
En 2010, le climat de la commune est de type climat océanique dégradé des plaines du Centre et du Nord, selon une étude du CNRS s'appuyant sur une série de données couvrant la période 1971-2000. En 2020, Météo-France publie une typologie des climats de la France métropolitaine dans laquelle la commune est exposée à un climat océanique et est dans la région climatique Côtes de la Manche orientale, caractérisée par un faible ensoleillement (1 550 h/an) ; forte humidité de l'air (plus de 20 h/jour avec humidité relative > 80 % en hiver), vents forts fréquents.
Pour la période 1971-2000, la température annuelle moyenne est de 10,4 °C, avec une amplitude thermique annuelle de 13,6 °C. Le cumul annuel moyen de précipitations est de 749 mm, avec 12,3 jours de précipitations en janvier et 8,4 jours en juillet. Pour la période 1991-2020, la température moyenne annuelle observée sur la station météorologique la plus proche, située sur la commune d'Oisemont à 13 km à vol d'oiseau, est de 11,1 °C et le cumul annuel moyen de précipitations est de 801,4 mm,. Pour l'avenir, les paramètres climatiques de la commune estimés pour 2050 selon différents scénarios d'émission de gaz à effet de serre sont consultables sur un site dédié publié par Météo-France en novembre 2022.

## Urbanisme

### Typologie
Au 1er janvier 2024, Warlus est catégorisée commune rurale à habitat dispersé, selon la nouvelle grille communale de densité à sept niveaux définie par l'Insee en 2022.
Elle est située hors unité urbaine. Par ailleurs la commune fait partie de l'aire d'attraction d'Amiens, dont elle est une commune de la couronne,. Cette aire, qui regroupe 369 communes, est catégorisée dans les aires de 200 000 à moins de 700 000 habitants,.

### Occupation des sols
L'occupation des sols de la commune, telle qu'elle ressort de la base de données européenne d'occupation biophysique des sols Corine Land Cover (CLC), est marquée par l'importance des territoires agricoles (80,7 % en 2018), en augmentation par rapport à 1990 (79,6 %). La répartition détaillée en 2018 est la suivante : 
terres arables (73,5 %), forêts (15,7 %), zones agricoles hétérogènes (5,5 %), zones urbanisées (3,5 %), prairies (1,7 %). L'évolution de l'occupation des sols de la commune et de ses infrastructures peut être observée sur les différentes représentations cartographiques du territoire : la carte de Cassini (XVIIIe siècle), la carte d'état-major (1820-1866) et les cartes ou photos aériennes de l'IGN pour la période actuelle (1950 à aujourd'hui).

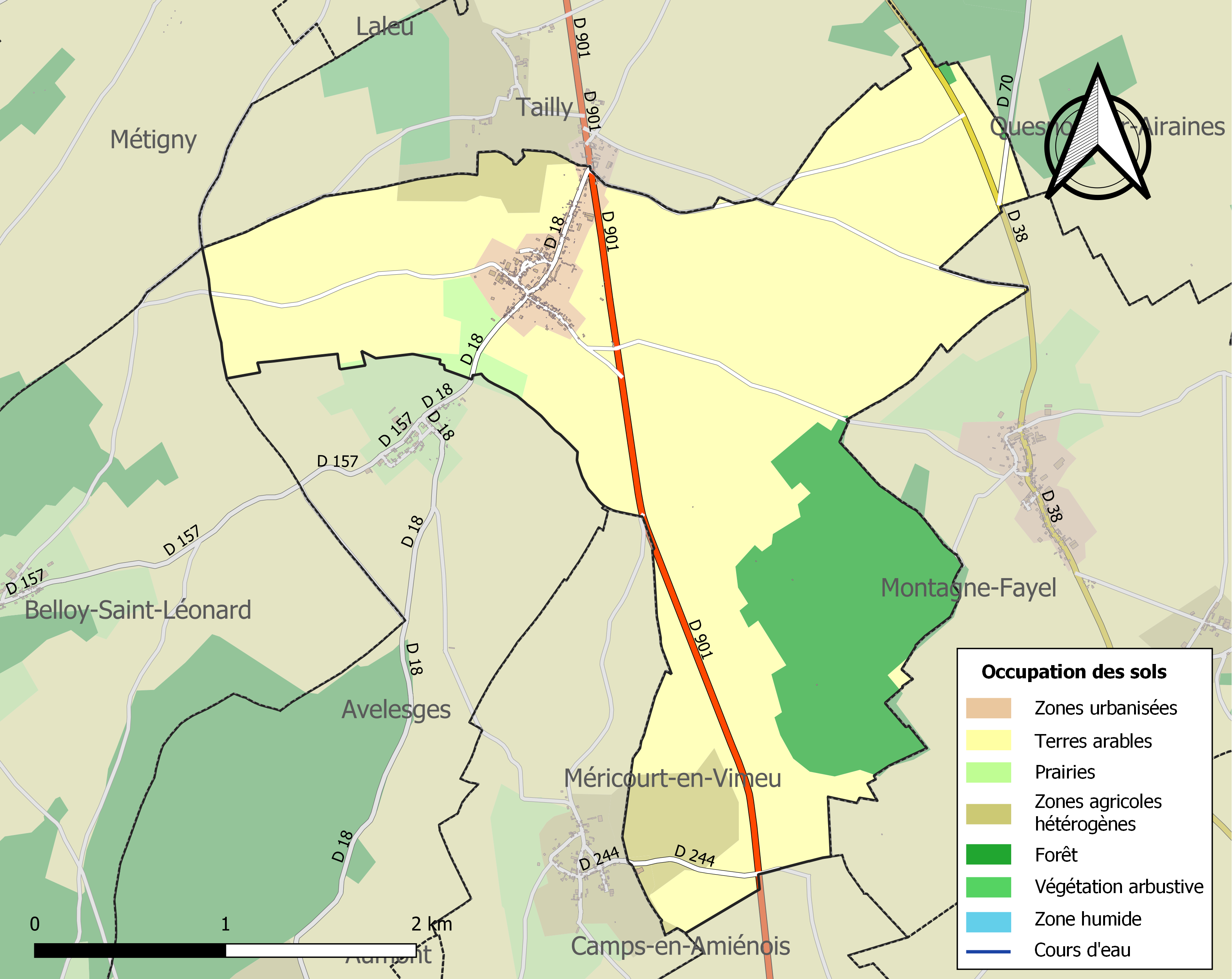
Carte des infrastructures et de l'occupation des sols de la commune en 2018 (CLC).

## Toponymie
Le nom de la localité est attesté sous la forme Warlus en 1109, Waderlois au XIIe siècle.
Il s'agit d'une formation toponymique fondée sur l'ancien néerlandais water « eau » (comprendre ancien néerlandais watar, watir) et du latin lucus « bois » ou le germanique lôh « bois », « forêt » du germanique occidental *lauh de même sens.
Homonymie avec Warluis (Oise, Wadre locus VIIIe siècle); Warlus (Pas-de-Calais, Warlus 1098); Wattrelos (Nord, Waterlooz 1030).

## Histoire
Rien n'indique que Warlus soit très ancien. Il parait s'être formé autour d'un ancien couvent dont il ne reste que peu de vestiges (quelques murailles et, dit-on, des souterrains). Les prieurs venaient de l'abbaye de Selincourt.
Au XIIe siècle, les serfs se groupent autour du monastère et construisent une église. Il n'y a aucun vestige de château féodal. La seigneurie a appartenu à la famille des Créquy, de Poix aux XVe et XVIe siècles.
Durant la guerre de Cent Ans, les Anglais ont traversé le territoire (chemin des Anglais dans le bois de Warlus), allant de Poix-de-Picardie à Airaines.
En 1698, de Cornet, adjudant du Roi, était seigneur de Warlus.
La dîme appartenait aux abbayes de Saint-Martin-aux-Jumeaux d'Amiens, Saint-Pierre de Selincourt et de Sainte-Marie de Berteaucourt ainsi qu'au couvent des Célestins[Lequel ?].

## Politique et administration

### Rattachements administratifs et électoraux
La commune se trouve dans l'arrondissement d'Amiens du département de la Somme. Pour l'élection des députés, elle fait partie depuis 2012 de la troisième circonscription de la Somme.
Elle faisait partie depuis 1801 du canton de Molliens-Dreuil. Dans le cadre du redécoupage cantonal de 2014 en France, la commune est intégrée au canton d'Ailly-sur-Somme.

### Intercommunalité
La commune était membre de la communauté de communes du Sud-Ouest Amiénois (CCSOA), créée en 2004.
Dans le cadre des dispositions de la loi portant nouvelle organisation territoriale de la République du 7 août 2015, qui prévoit que les établissements publics de coopération intercommunale (EPCI) à fiscalité propre doivent avoir un minimum de 15 000 habitants, la préfète de la Somme propose en octobre 2015 un projet de nouveau schéma départemental de coopération intercommunale (SDCI) qui prévoit la réduction de 28 à 16 du nombre des intercommunalités à fiscalité propre du département.
Ce projet prévoit la « fusion des communautés de communes du Sud-Ouest Amiénois, du Contynois et de la région d'Oisemont », le nouvel ensemble de 37 412 habitants regroupant 120 communes,. À la suite de l'avis favorable de la commission départementale de coopération intercommunale en janvier 2016, la préfecture sollicite l'avis formel des conseils municipaux et communautaires concernés en vue de la mise en œuvre de la fusion.
La communauté de communes Somme Sud-Ouest (CC2SO), dont est désormais membre la commune, est ainsi créée au 1er janvier 2017.

### Liste des maires
| Période                                  | Période                      | Identité         | Étiquette           | Qualité                                                          |
| ---------------------------------------- | ---------------------------- | ---------------- | ------------------- | ---------------------------------------------------------------- |
| Les données manquantes sont à compléter. |                              |                  |                     |                                                                  |
| avant 1981                               | ?                            | Octave Duminil   | DVG                 |                                                                  |
| mars 2001                                | 2014                         | André-Jean Colin | PS (EXG)            |                                                                  |
| 2014                                     | En cours (au 8 octobre 2020) | Bruno Mariage    | LREM, puis Horizons | Chef de pôle au rectorat d'Amiens Réélu pour le mandat 2020-2026 |

## Population et société

### Démographie
L'évolution du nombre d'habitants est connue à travers les recensements de la population effectués dans la commune depuis 1793. Pour les communes de moins de 10 000 habitants, une enquête de recensement portant sur toute la population est réalisée tous les cinq ans, les populations de référence des années intermédiaires étant quant à elles estimées par interpolation ou extrapolation. Pour la commune, le premier recensement exhaustif entrant dans le cadre du nouveau dispositif a été réalisé en 2004.

En 2022, la commune comptait 227 habitants, en évolution de +1,79 % par rapport à 2016 (Somme : −1,26 %, France hors Mayotte : +2,11 %).
| 1793 | 1800 | 1806 | 1821 | 1831 | 1836 | 1841 | 1846 | 1851 |
| ---- | ---- | ---- | ---- | ---- | ---- | ---- | ---- | ---- |
| 450  | 473  | 442  | 448  | 449  | 427  | 433  | 440  | 464  |

| 1856 | 1861 | 1866 | 1872 | 1876 | 1881 | 1886 | 1891 | 1896 |
| ---- | ---- | ---- | ---- | ---- | ---- | ---- | ---- | ---- |
| 477  | 472  | 473  | 471  | 411  | 390  | 376  | 347  | 304  |

| 1901 | 1906 | 1911 | 1921 | 1926 | 1931 | 1936 | 1946 | 1954 |
| ---- | ---- | ---- | ---- | ---- | ---- | ---- | ---- | ---- |
| 281  | 292  | 262  | 248  | 210  | 193  | 204  | 248  | 214  |

| 1962 | 1968 | 1975 | 1982 | 1990 | 1999 | 2004 | 2006 | 2009 |
| ---- | ---- | ---- | ---- | ---- | ---- | ---- | ---- | ---- |
| 229  | 238  | 218  | 249  | 219  | 225  | 221  | 224  | 229  |

| 2014 | 2019 | 2022 | - | - | - | - | - | - |
| ---- | ---- | ---- | - | - | - | - | - | - |
| 230  | 220  | 227  | - | - | - | - | - | - |

### Enseignement
Warlus a toujours une école en RPI avec Quesnoy-Sur-Airaines. La compétence scolaire est prise en charge par la communauté de communes.

### Vie locale
Le foyer rural Avelesges-Tailly-Warlus anime la commune par ses activités, notamment pédestres.

## Culture locale et patrimoine

### Lieux et monuments
- Église Saint-Apré, du XVIe siècle[35],[36].

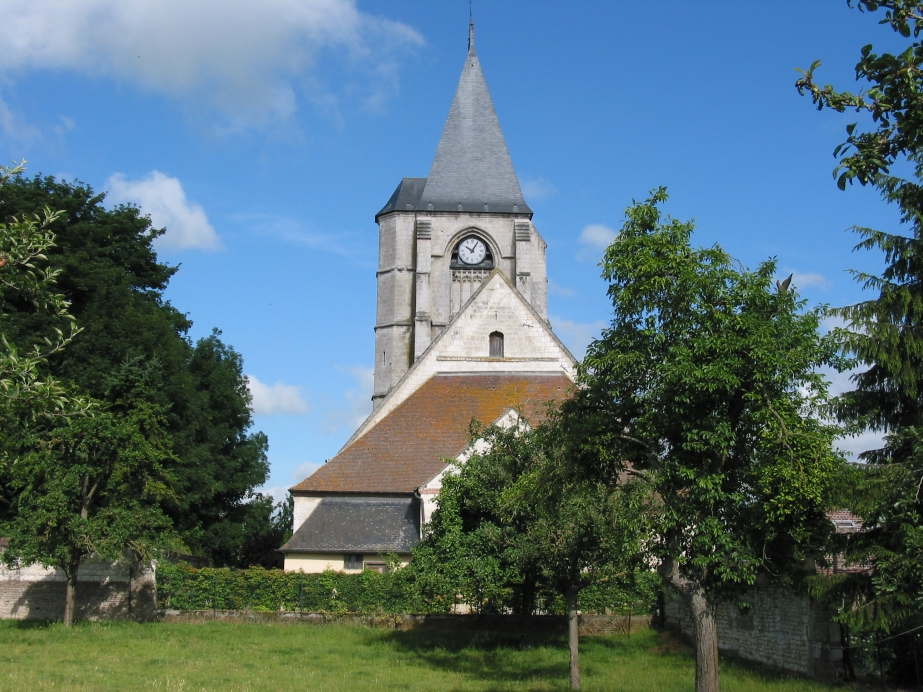
L'église Saint-Apré.
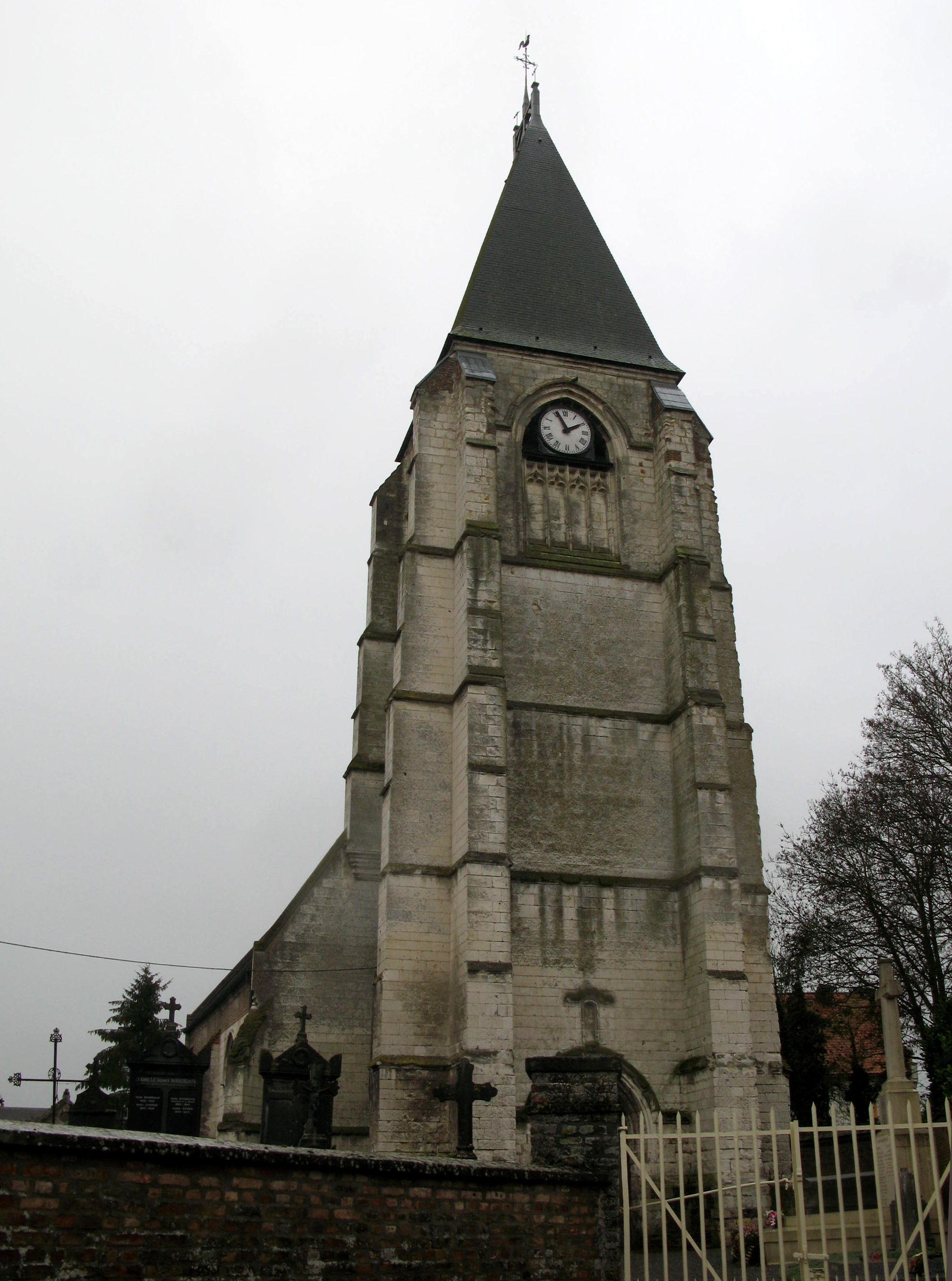
Vue du clocher.
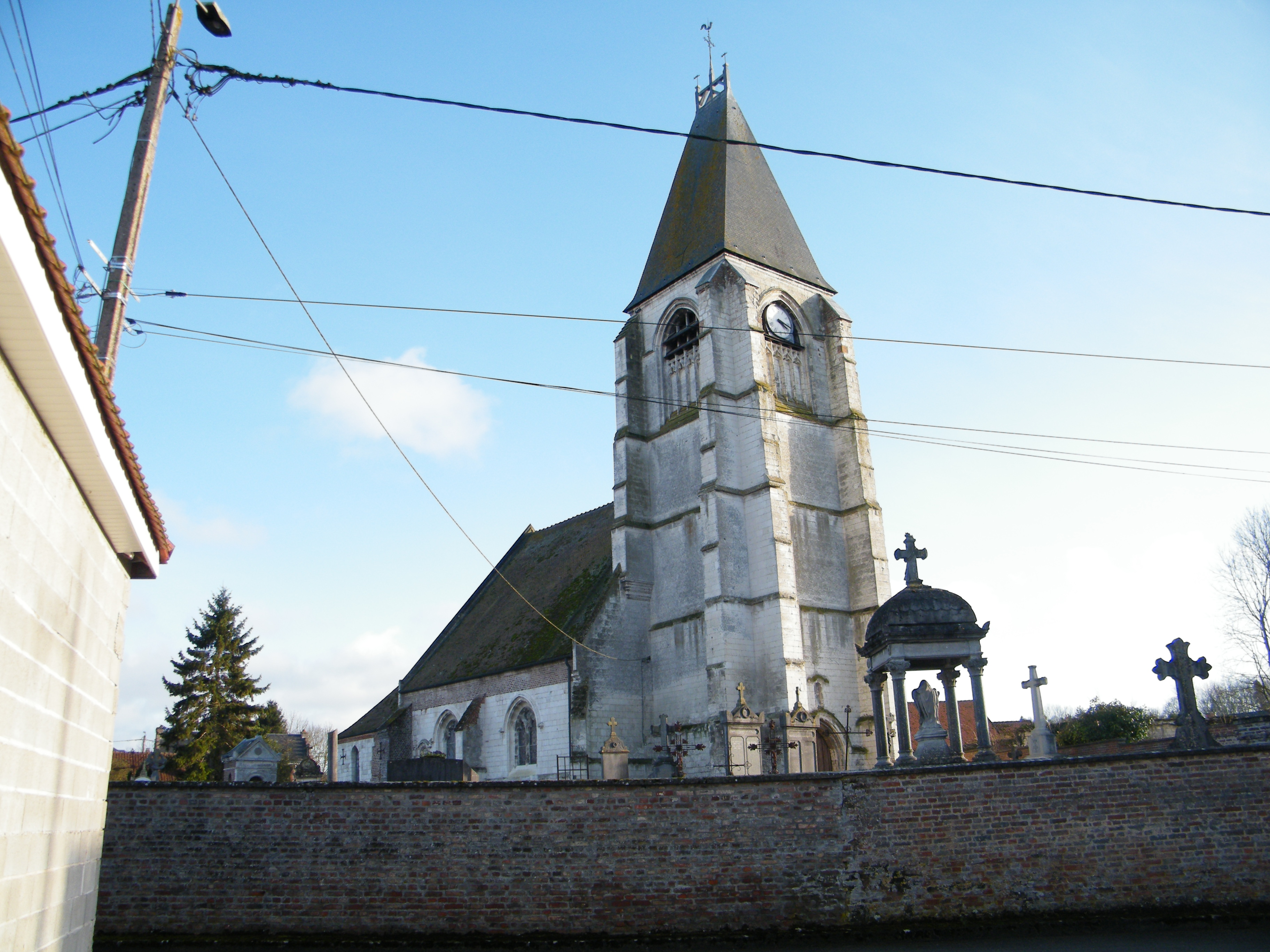
Côté nord.
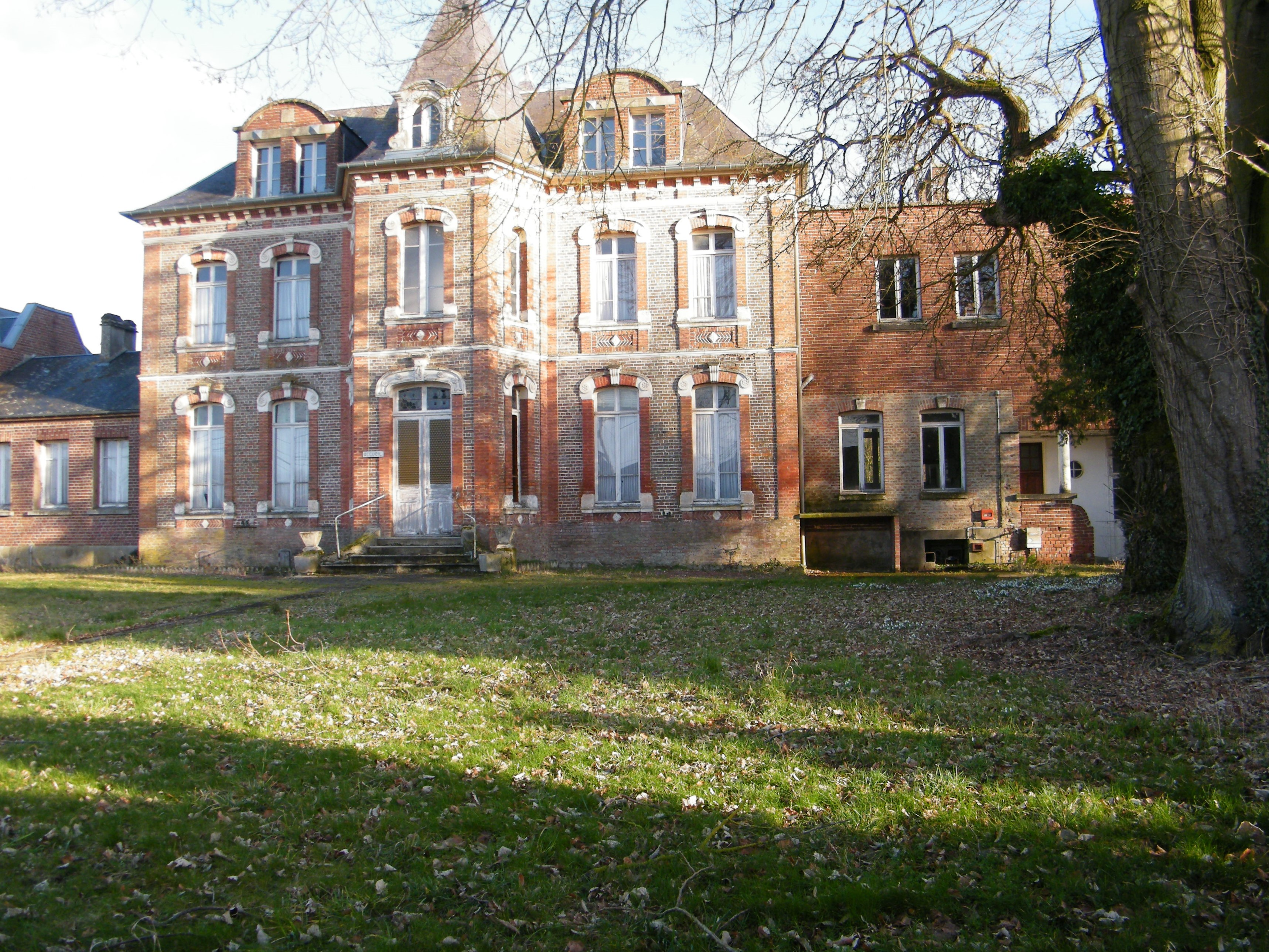
Le château.
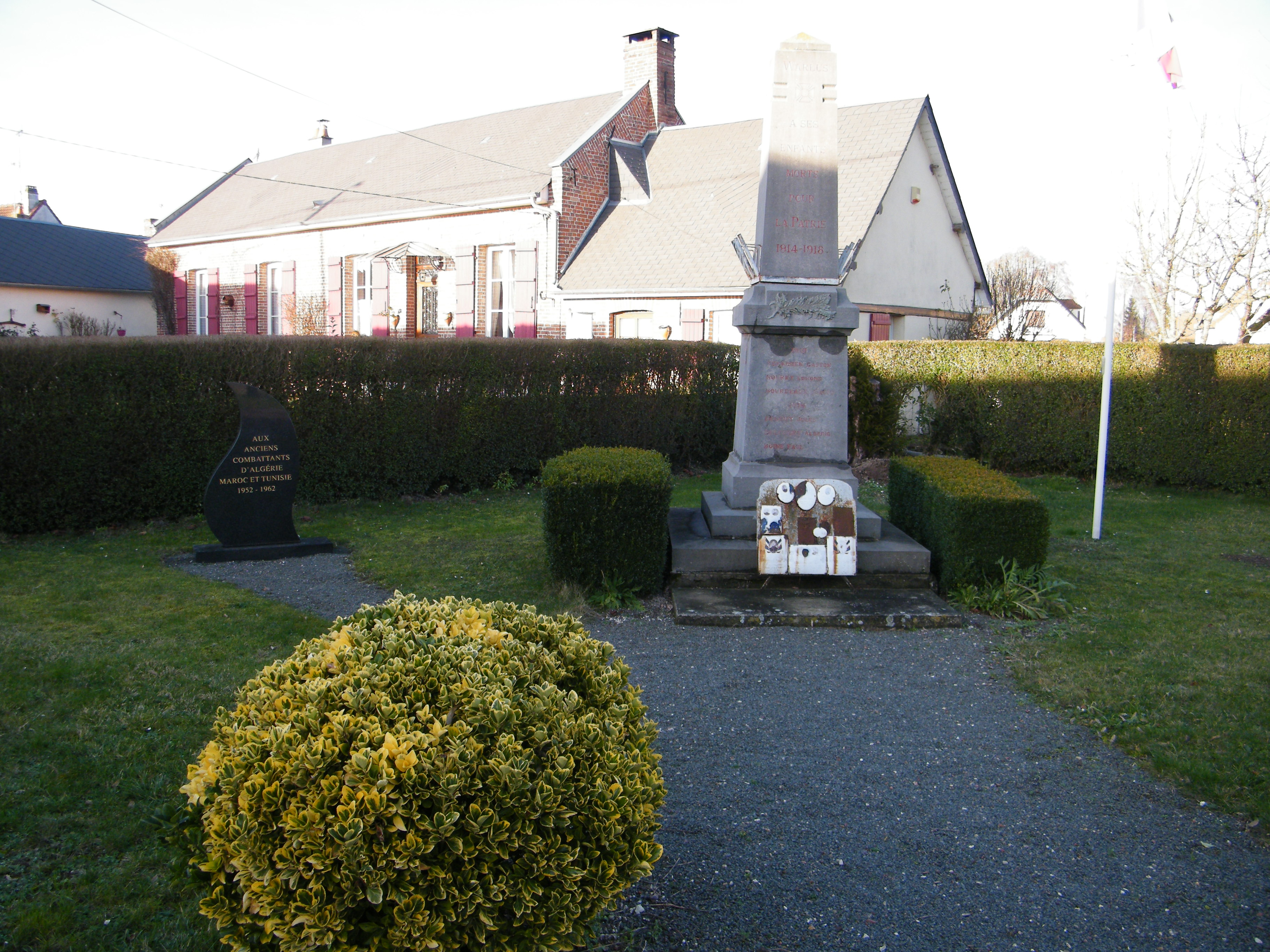
Monument aux morts.

### Personnalités liées à la commune
- Robert Leullier, préfet de Police de Paris (né le 15 septembre 1870, à Lignières-Châtelain - décédé le 5 juillet 1922, à Paris 4e), inhumé à Warlus, dans le Monument de l'Amicale de Police, 18, rue du Général-Leclerc à Warlus.
- Pierre-Martin Boyard des Marchais, né le 10 septembre 1783 à Warlus, mort le 19 février 1844, capitaine sous le Premier Empire et la Restauration, chevalier de la Légion d'honneur[37].
- Achille Lefort (1834-1912), homme politique, y est inhumé.